# Voers Å
Voers Å udmunder i Kattegat i Voerså i Frederikshavn Kommune. Den har sit udspring lige syd for Tidemandsholm cirka 5 kilometer øst for Tårs i det centrale Vendsyssel. Åen løber overvejende mod sydøst, syd om Østervrå og forbi herregården Ormholt. Nordøst for Flauenskjold løber den under E45 og fortsætter forbi Voergård og Præstbro udmundingen i havet ved Voerså. 
57°14.7′N 10°21.3′Ø / 57.2450°N 10.3550°Ø